# Arc International
Arc International este o companie producătoare și distribuitoare de bunuri de uz casnic și de sticlă din Franța.
Arc International este o afacere de familie cu capacități de producție în Franța, Statele Unite, Spania și China.
Compania deține și marca de pahare și farfurii Luminarc.
În anul 2004, Arc International a preluat Fabrica de Sticlă Avrig, printr-o tranzacție derulată pe Bursa Electronică Rasdaq, în valoare de aproximativ 2 milioane dolari.
În anul 2003, Fabrica de Sticlă Avrig a avut peste 850 de angajați și o cifră de afaceri de 55,5 miliarde de lei vechi, adică 5,5 milioane lei.